# Семаківці (Чортківський район)
Семакі́вці — село в Україні, Тернопільська область, Чортківський район, Білобожницька сільська громада. Було підпорядковане Білобожницькій сільраді.

## Розташування
Розташоване на берегах р. Білий Потік (права притока Серету, басейн Дністра), за 11 км від районного центру та 4 км від найближчої залізничної станції Білобожниця.

## Назва
За легендою, колись давно на горі біля лісу мешкали люди, які у посушливі роки йшли до річки по воду. З часом переселилися на ту місцину жити. Першим поселенцем був Семен, його ще називали Семко. Від цього імені, очевидно, походить назва села.

## Історія
Село відоме від початку XVII ст.
1785 — у Семаківцях проживало 440 осіб.
17 листопада 1894 року. у селі освятили цвинтар.
15 червня 1895 року бучацький священик Станіслав Громницький освятив перший камінь майбутньої римо-католицької каплиці.
Відомо, що 1902 р. велика земельна власність належала Владиславові Охоцькому.
У Семаківцях у 1900 р. — 564 жителі, 1910—556, 1921—540, 1931—548 жителів; 1921 р. — 102, 1931—118 дворів.
За Австро-Угорщини діяла 1-класна школа з польською мовою навчання; за Польщі збудовано приміщення школи, згодом спорудили Народний дім.
1 серпня 1934 року село увійшло до складу новоутвореної сільської гміни Білобожниця.
Під час німецько-радянської війни загинули або пропали безвісти у Червоній армії 18 жителів села:
- Йосип Гажицький (нар.1919),
- Ян Гандалишин (нар.1905),
- Казимир Годима,
- Андрій Гриб (нар.1910),
- Іван Деркач (нар.1919),
- Степан Деркач (нар.1908),
- Михайло Домінік (нар.1920),
- Григорій Дубчак (нар.1921),
- Василь Єдинороз (нар.1915),
- Павло Єдинороз (нар.1919),
- Володимир Зарівний (нар.1919),
- Йосип Зюбрак (нар.1906),
- Корній Ребенчук (нар.1917),
- Юзеф Сівак,
- Михайло Талоха (нар.1912),
- Антон Чорний (нар.1925),
- Степан Чорний (нар.1899) ,
- Ілля Шмадило (нар.1913).

В УПА воювали Іван Проник, Василь Сенків та інші жителі села.
У 1958 р. представники радянської влади закрили костел, 1962 р. – церкву.
1978 — закрито початкову школу, 1987 —школу реконструйовано під дитячий садок, який працював до 1998 року.
З 4 вересня 2015 року Семаківці належать до Білобожницької сільської громади.
12 червня 2020 року, відповідно до розпорядження Кабінету Міністрів України № 724-р «Про визначення адміністративних центрів та затвердження територій територіальних громад Тернопільської області» увійшло до складу Білобожницької сільської громади.
19 липня 2020 року, в результаті адміністративно-територіальної реформи та ліквідації Чортківського району (1940—2020), увійшло до складу новоутвореного Чортківського району.

## Релігія
- церква Святої Тройці (ПЦУ[8]; 1939).

У селі є костел Преображення Господнього (1895).

### Скульптура святого Яна Непомука
Виготовлена із каменю.
У 1930-х роках розташовувалася на місці, де вулиця звертає до церкви, нині — після повені розміщена на території храму.

## Населення
| 564 | 556 | 540 | 548 | 202 | 198 |

## Соціальна сфера, господарство
Діяли філія товариства «Просвіти», «Сільського господаря», «Рідної школи» та інших товариств.
1949 — в Семаківцях примусово створено колгосп (голова правління Федір Атаманчук). 1958—1960 — об'єднаний із господарствами сіл Калинівщина та Білобожниця.
1969 — в селі побудовано торговий заклад.
Нині працюють клуб, ФАП, фольклорний ансамбль «Бабограй», ПП «Семаківці», торговий заклад.

## Відомі люди

### Народилися
- Талоха Євген (нар. 1958) — господарник, «Почесний залізничник» (2004).

## Галерея

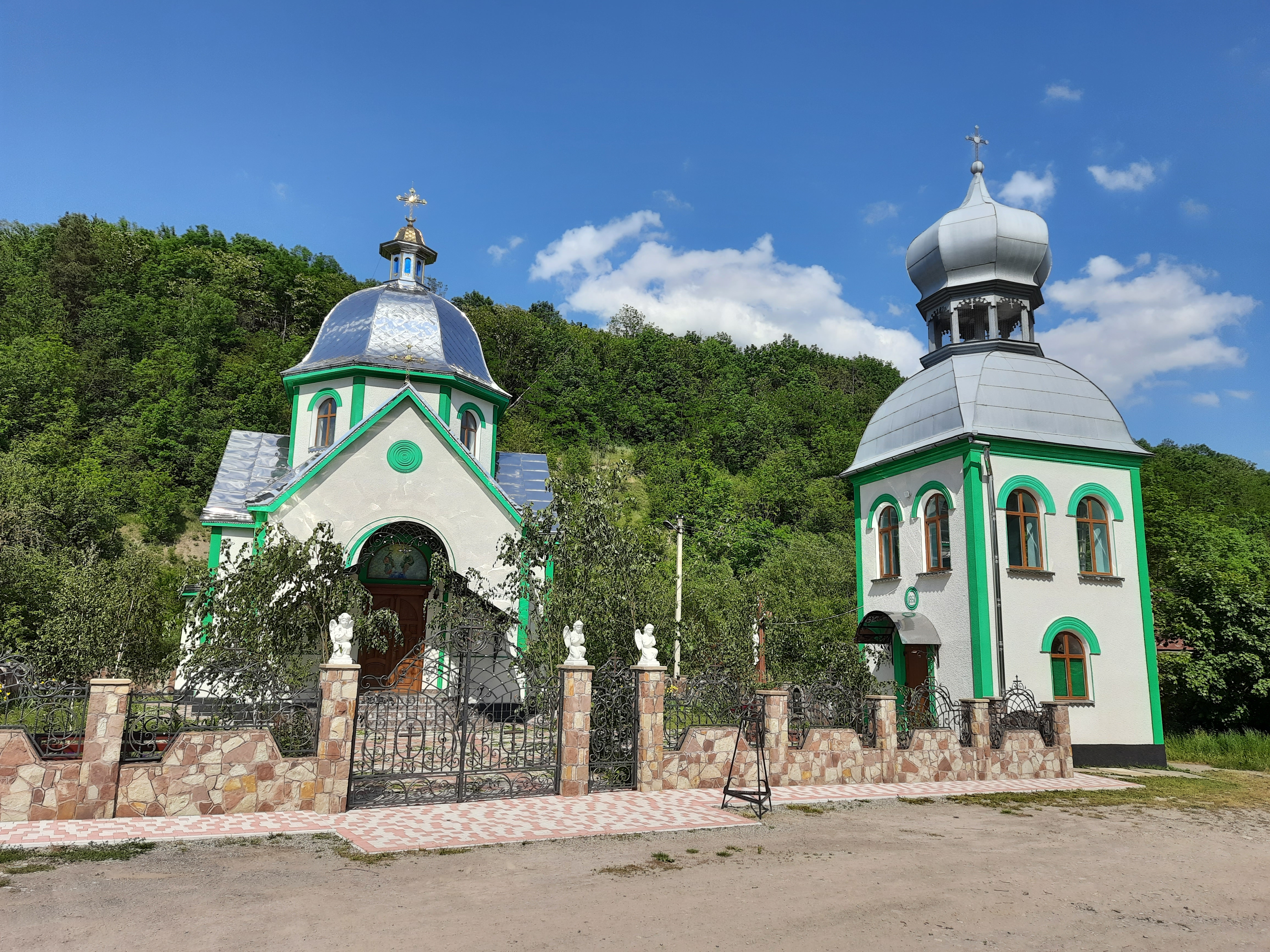
Церква Святої Тройці
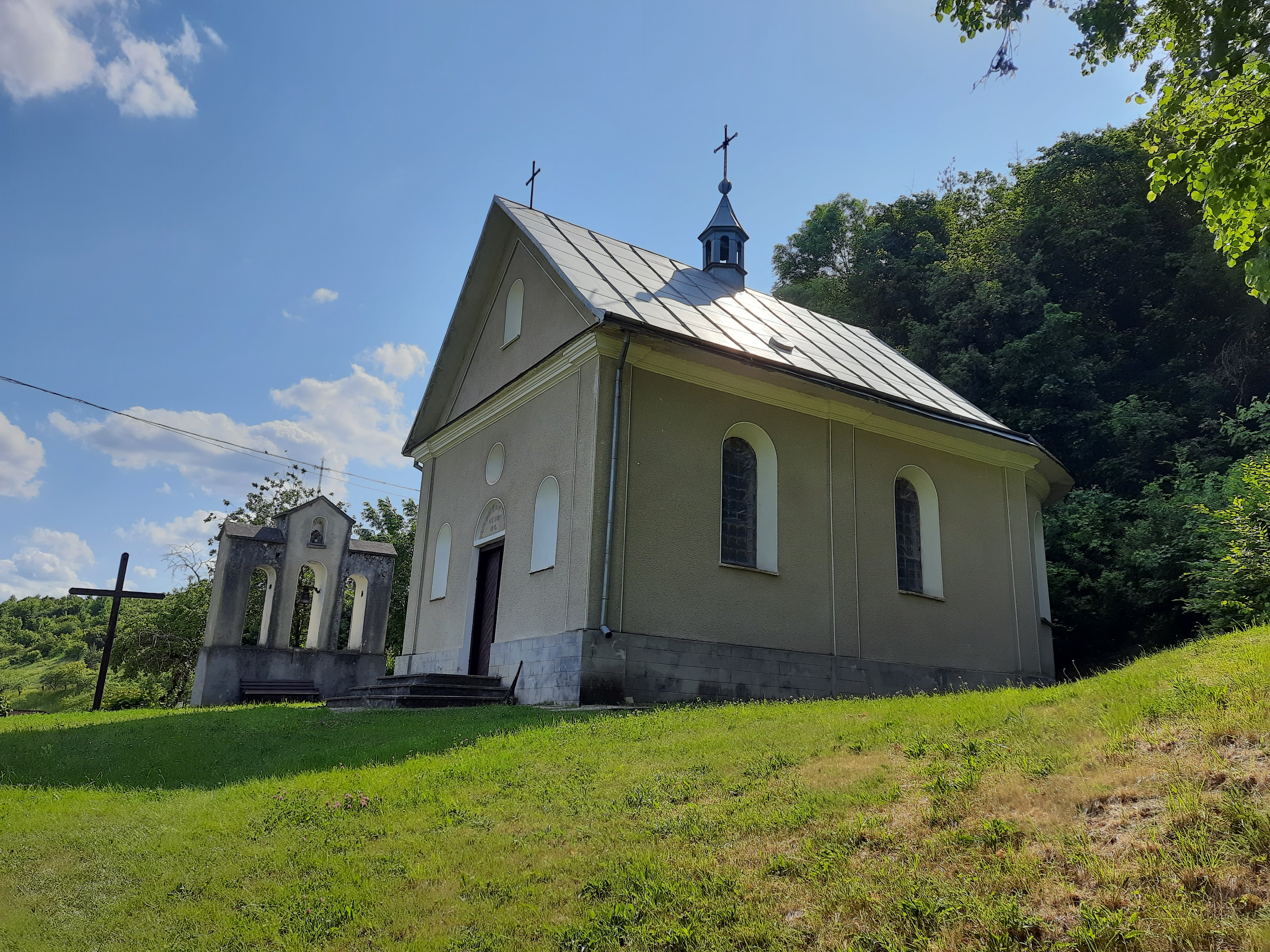
Костел Преображення Господнього
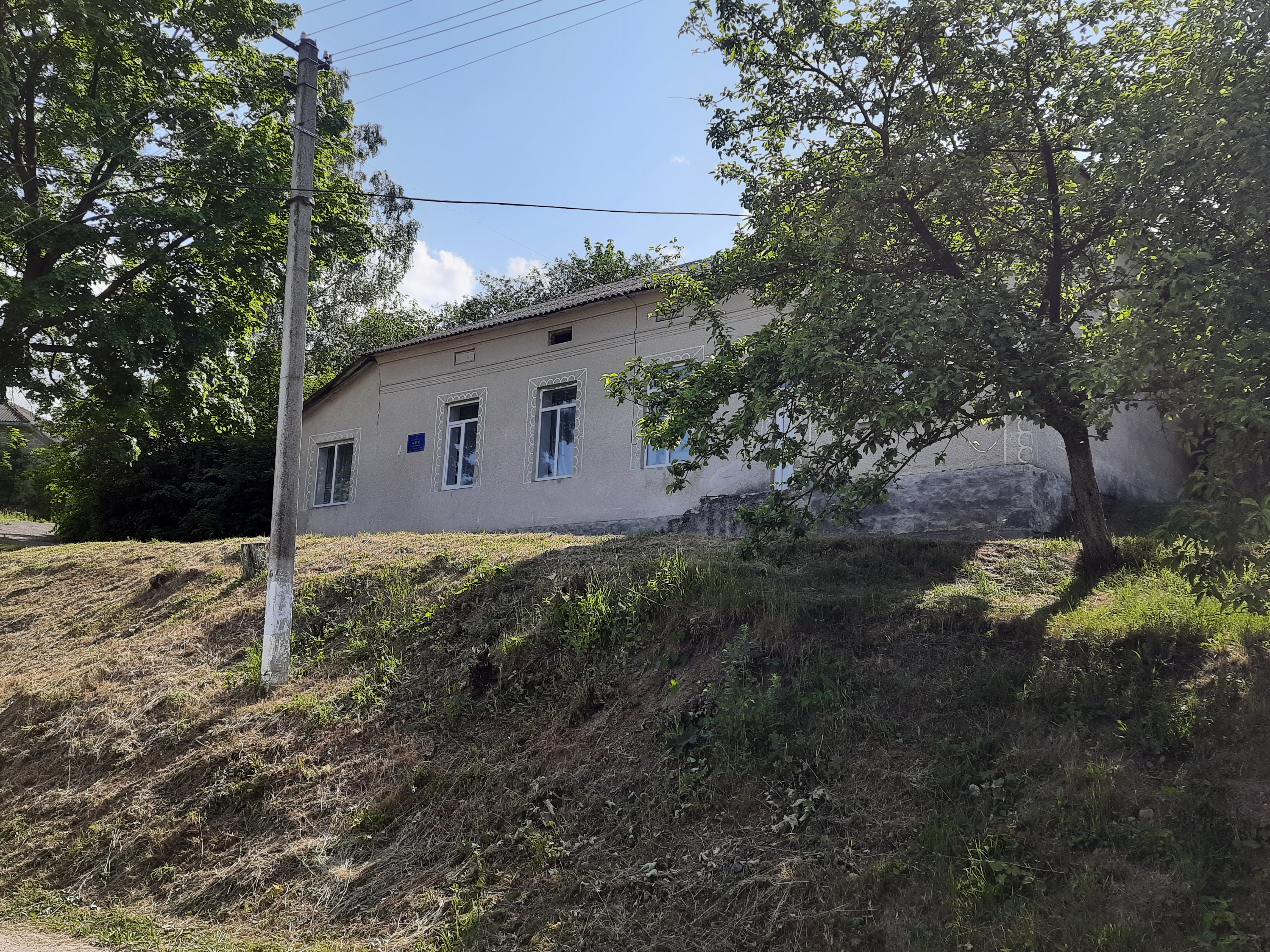
Клуб
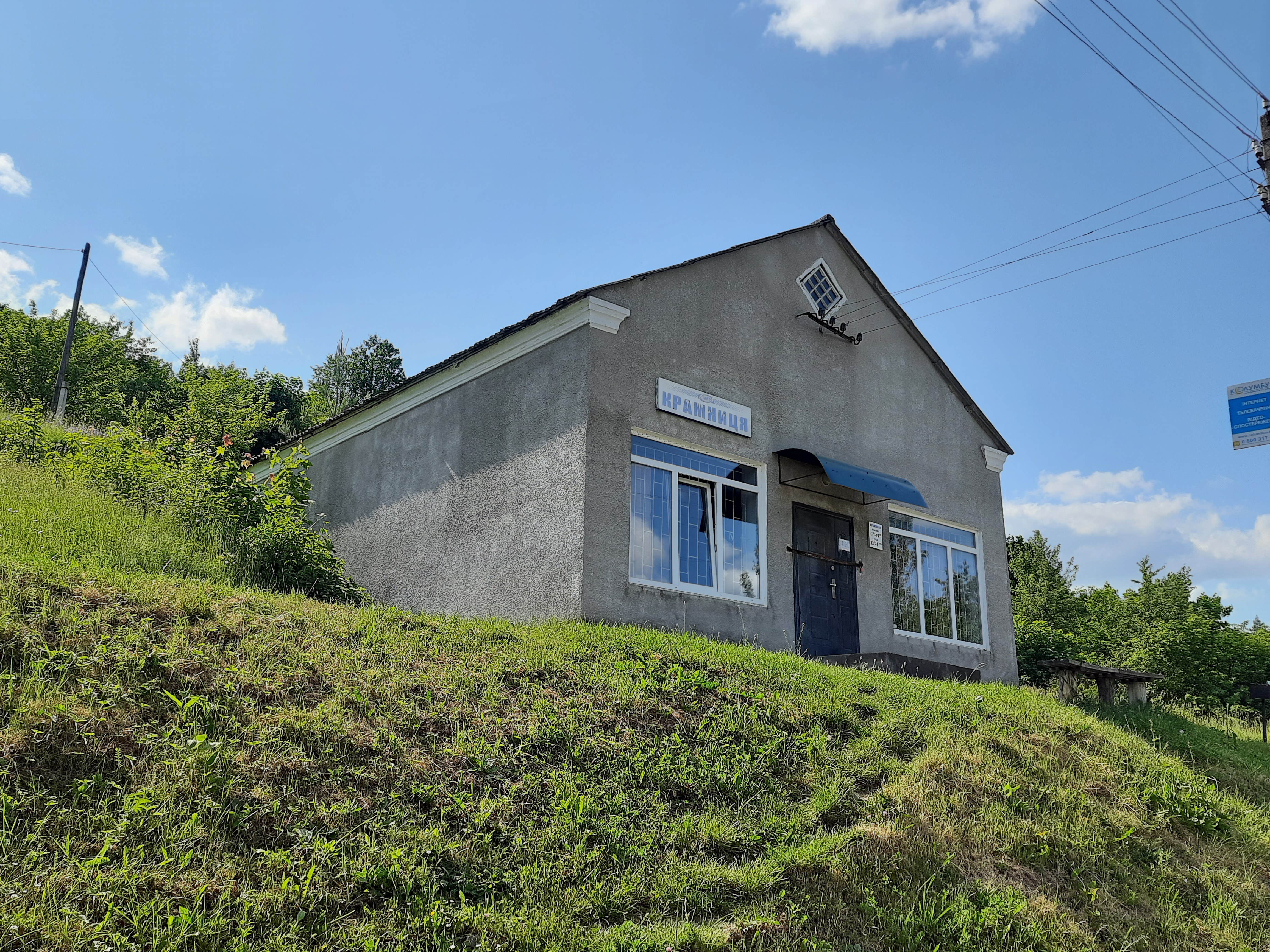
Крамниця
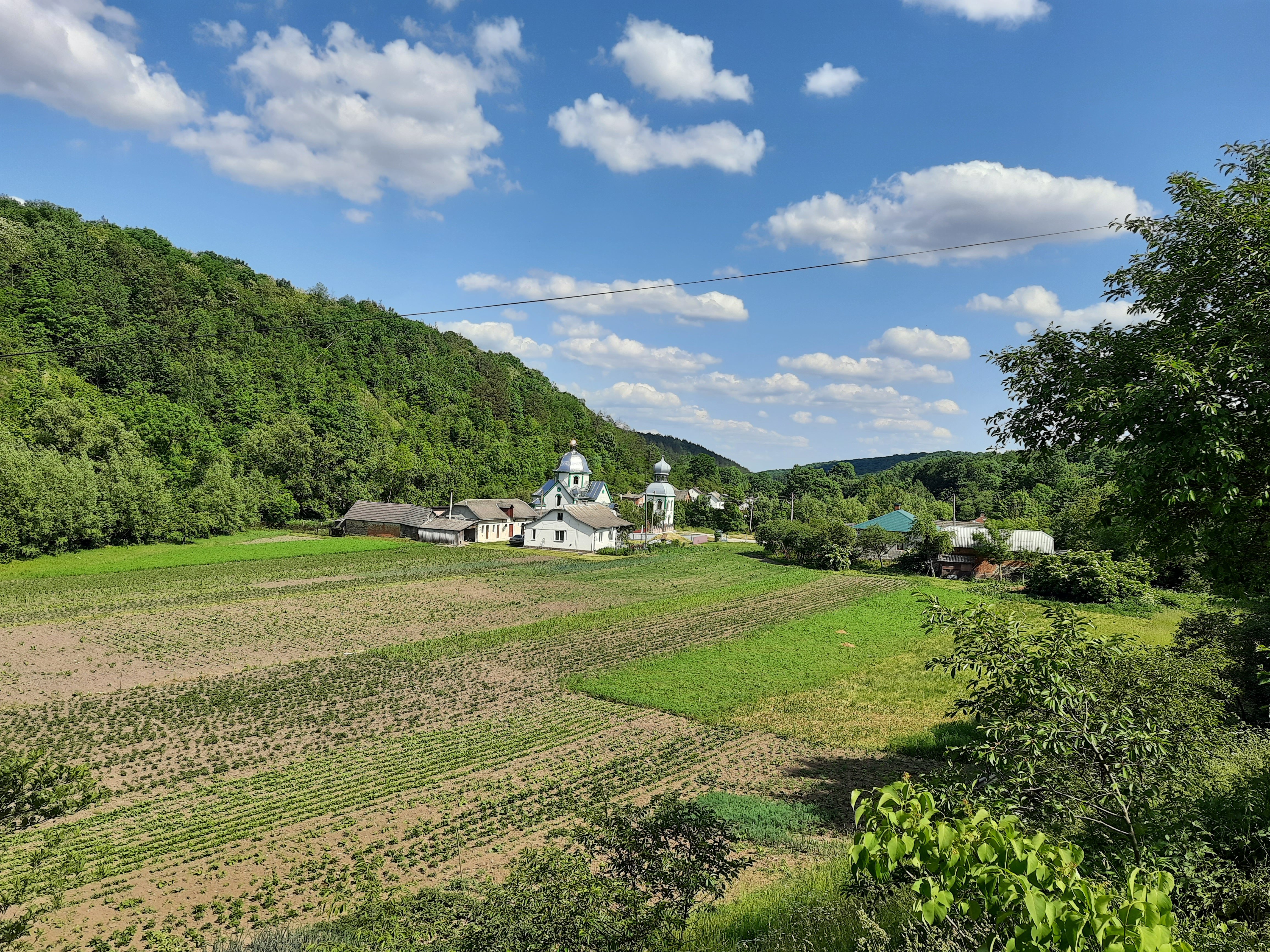
Сільський краєвид